# Malta Film Studios
Malta Film Studios ou Mediterranean Film Studios est un site de productions cinématographiques situé sur la côte orientale de Malte à Il-Kalkara. Il est spécialisé dans les tournages maritimes et sous-marins mais aussi les péplums depuis Gladiator (2000) de Ridley Scott grâce au  Fort Ricasoli adjacent et le Fort Rinella.

## Historique
En 1963, l'artiste d'effets spéciaux britannique Jim Hole et l'entrepreneur maltais Paul Avellino imagine un lieu pour tourner des scènes maritimes en toute sécurité et construisent un bassin artificiel de faible profondeur et de 300 pieds (91,44 m) de large,. Le climat, les paysages et différentes sites de l'île participent à l'attrait du site
Le site est construit à côté du Fort Rinella à Il-Kalkara et se nomme Malta Film Facilities. Il permet de filmer sans les effets des vagues ou des tempêtes mais étant situé sur le rivage il donne l'illusion d'être en pleine mer. Le premier film tourné est Aux postes de combat (1965).
En 1978, le site est renommé Mediterranean Film Studios et a déjà servi pour des films mais aussi des séries télévisées, des publicités ou des clips musicaux. En 1979, le studio s'agrandit avec un second réservoir profond pour les tournages sous l'eau.
En 1996, un espace sous-marin est pour une publicité de la marque Levi's 501 avec une sirène.
En 1999, face au succès du site, le gouvernement de Malte crée la Malta Film Commission (en) pour promouvoir et aider la production audiovisuelle.
En 2005, la chaine française France 3 consacre un documentaire sur le cinéma sous-marin européen dont le studio.
En 2014, le gouvernement maltais déclare l'expulsion de la société Mediterranean Film Studios Ltd gérant le site depuis 1995 en raison de douze années  d'impayés de loyers fonciers. Une vente su site n'est pas possible en raison d'un contrat emphytéotique signé pour la gestion du terrain, la loi autorisant le gouvernement à prendre possession des biens fonciers après deux ans d'impayés de l'emphytéose.
En 2021, dans le cadre d'un projet à 35 millions d'€, le système de pompes des réservoirs est remplacé. Un plateau de tournage fermé est construit à partir de février à la suite du renouvellement pour une troisième saison de la série télévisée allemande Das Boot. Une cérémonie est donnée en juillet pour célébrer l'installation des pompes tandis qu'un jardin est inauguré en l'honneur de Narcy Calamatta.

## Équipements
Le site comprend trois principaux équipements aquatiques le Shallow Tank, le Deep Tank et l'Insert Tank : 
- Le Shallow Tank (« réservoir de faible profondeur ») a été construit en 1964 et est l'élément fondateur du site[3] et propose un bassin à débordement pour simuler une grande étendue d'eau[7]. Ses dimensions sont 122m de long, 91m de large et 1,80 m de profondeur mais 4 m au centre[3] .
- Le Deep Tank (« réservoir profond ») a été construit en 1979 pour le film La Guerre des abîmes[3]. Ses dimensions sont 107m de long et 49 m de large pour 11 m de profondeur[3]. Un système de filtration a été installé pour avoir une meilleure  transparence de l'eau même si des impuretés ont parfois été ajouté comme pour le film U-571 (2000)[3]. Il est aussi utilisable pour simuler des cascades comme pour le film Erik le Viking (1988)[3]
- L'Insert Tank (« réservoir encastré ») est un espace clos construit en 1996 dans une partie du Shallow Tank avec une salle de tournage sous-marine[3]. Ses dimensions sont 15 m de long, 9 m de large et 3,6 m de profondeur[3]. Il peut être couvert, remplis d'eau salée ou non et même chauffé[3].
- l'esplanade du Fort Ricasoli situé à côté est aussi utilisé par exemple pour les décors du film Gladiator (2000)[7]
- le Fort Rinella
- un plateau de tournage, ajouté en 2021[6]

## Films et séries tournés au studio
- 1965 : Aux postes de combat[2],[1]
- 1977 :  L'Espion qui m'aimait dans la série des James Bond,
- 1977 : Orca[3]
- 1980 : La Guerre des abîmes
- 1980 : Popeye[3] de Robert Altman
- 1985 : Christophe Colomb, mini série américaine
- 1988 : Erik le Viking[3]
- 1989 : Leviathan[8]
- 1995 : L'Île aux pirates[2]
- 1996 : Lame de fond[3] de Ridley Scott
- 2000 : Gladiator[2],[7] de Ridley Scott
- 2000 : U-571[3],[1]
- 2001 : Astérix et Obélix : Mission Cléopâtre[1] d'Alain Chabat
- 2002 : La Vengeance de Monte Cristo[2]
- 2002 : Pinocchio de Roberto Benigni[1]
- 2003 : Hélène de Troie, téléfilm
- 2004 : Troie[2]
- 2005 : Munich de Steven Spielberg
- 2009 : Agora
- 2013 : Astérix et Obélix : Au service de Sa Majesté[9],[10]
- 2013 : Capitaine Phillips[3]
- 2018-2022 : Das Boot,  série télévisée allemande